# The Purple Riders
The Purple Riders é um seriado estadunidense de 1921, gênero drama, dirigido por William Bertram, em 15 capítulos, estrelado por Joe Ryan, Elinor Field e Ernest Shields. Produzido e distribuído pela  Vitagraph Studios, foi registrado entre 1920 e 1921 e veiculou nos cinemas estadunidenses a partir de fevereiro de 1921.
Este seriado é considerado perdido.

## Elenco
- Joe Ryan	 ...	Xerife Dick Ranger
- Elinor Field	 ...	Betty Marsh
- Ernest Shields	 ...	Gerald Marsh
- Walter Rodgers	 ...	Stephen Marsh
- Charles Dudley	 ...	'Doc' Dreamer
- Maude Emory	 ...	Red Feather
- Joe Rickson	 ...	Rudolph Myers
- Vincente Howard

## Capítulos
1. Love or Duty, registrado em 14 de dezembro de 1920
2. The Pool's Prey
3. The Decoy
4. The Fiery Trail
5. The Fatal Pursuit
6. Double Destruction
7. Red Feather's Secret
8. The Camouflage Trap
9. The Betrayal
10. The Fire Curtain
11. The Stolen Millions
12. The Infernal Machine
13. A Devil Fish Foe
14. The Frame-Up
15. Buried Alive, registrado em 23 de abril de 1921.

Fonte:.